# Призма Аббе
При́зма А́ббе — один из типов дисперсионных призм постоянного отклонения. Названа в честь Эрнста Аббе.

## Описание

Призма Аббе

Призма Аббе изготовляется из стекла, так, что в её основе находится треугольник с углами 30°-60°-90°. Когда луч света входит в сторону треугольника AB, он преломляется и испытывает полное внутреннее отражение от стороны BC, после чего преломившись во второй раз выходит из стороны AC. Для призмы подбирается такой материал, чтобы на луч с заданной длиной волны выходил из неё под углом 60° по отношению к первоначальному направлению.
На практике обычно изготовляется в виде двух 30-градусных прямоугольных призм, которые приклеены к катетным граням равнобедренной прямоугольной призмы из того же материала. Свет проходя сквозь одну из 30-градусных призм преломляется, отражается от гипотенузы равнобедренной призмы и выходит через вторую 30-градусную призму.
Так называемая призма Аббе типа А используется для того, чтобы перевернуть изображение без отклонения от линии взгляда на объект.